# Mediorhynchus otidis
Mediorhynchus otidis är en hakmaskart som först beskrevs av Miescher 1841.  Mediorhynchus otidis ingår i släktet Mediorhynchus och familjen Giganthorhynchidae. Inga underarter finns listade i Catalogue of Life.